# Eli Lilly and Company
Eli Lilly and Company este o companie americană din domeniul farmaceutic, prezentă la nivel mondial.
Compania a avut vânzări de 4,2 miliarde dolari în primul trimestru din 2007.
Eli Lilly este prezentă și în România, cu o cotă de 1,9% și vânzări de 35 milioane euro în intervalul aprilie 2007 - martie 2008.